# Lucius Ferraris
Lucius Ferraris (Solero, Alexandria, Itália - falecido em 1763(?)) foi um sacerdote italiano, da Ordem dos Franciscanos, canonista do século XVIII. Foi também professor e Provincial da sua ordem e consultor da da Congregação do Santo Ofício (hoje Congregação para a Doutrina da Fé).